# Laver Cup 2022
La Laver Cup 2022 è stata la quinta edizione della Laver Cup, un torneo di tennis annuale a squadre divise per rappresentative. Le due squadre, Europa e Resto del mondo, si sono sfidate al The O2 Arena di Londra dal 23 al 25 settembre 2022.
La competizione è stata vinta dalla compagine del Resto del Mondo per la prima volta, con un punteggio finale di 13-8.
È stato l'ultimo torneo della carriera di Roger Federer.

## Partecipanti
| Europa                        | Europa |
| ----------------------------- | ------ |
| Capitano: Björn Borg          |        |
| Vice-capitano: Thomas Enqvist |        |
| Giocatore                     | Rank   |
| Casper Ruud                   | 2      |
| Rafael Nadal                  | 3      |
| Stefanos Tsitsipas            | 6      |
| Novak Đoković                 | 7      |
| Andy Murray                   | 43     |
| Roger Federer                 | –      |
| Cameron Norrie                | 8      |
| Matteo Berrettini             | 15     |

| Resto del mondo                | Resto del mondo |
| ------------------------------ | --------------- |
| Capitano: John McEnroe         |                 |
| Vice-capitano: Patrick McEnroe |                 |
| Giocatore                      | Rank            |
| Taylor Fritz                   | 12              |
| Félix Auger-Aliassime          | 13              |
| Diego Schwartzman              | 17              |
| Frances Tiafoe                 | 19              |
| Alex de Minaur                 | 22              |
| John Isner                     | 42              |
| Jack Sock                      | 128             |
| Tommy Paul                     | 29              |

|  | Ritiro  |
|  | Riserva |

* Ranking al 19 Settembre 2022

## Incontri
Ogni incontro vinto nel giorno 1 ha assegnato un punto, nel giorno 2 due punti, nel giorno 3 tre punti. La prima squadra arrivata a 13 punti ha vinto la competizione.
| Giorno | Data   | Tipologia incontro | Europa                            | Punti | Resto del mondo                   | Punteggio          | Punteggio squadra dopo incontro |
| ------ | ------ | ------------------ | --------------------------------- | ----- | --------------------------------- | ------------------ | ------------------------------- |
| 1      | 23 Set | Singolare          | Casper Ruud                       | 1-0   | Jack Sock                         | 6-4, 5-7, [10-7]   | 1-0                             |
| 1      | 23 Set | Singolare          | Stefanos Tsitsipas                | 1-0   | Diego Schwartzman                 | 6-2, 6-1           | 2-0                             |
| 1      | 23 Set | Singolare          | Andy Murray                       | 0-1   | Alex de Minaur                    | 7-5, 3-6, [7-10]   | 2-1                             |
| 1      | 23 Set | Doppio             | Roger Federer / Rafael Nadal      | 0-1   | Jack Sock / Frances Tiafoe        | 6-4, 62-7, [9-11]  | 2-2                             |
| 2      | 24 Set | Singolare          | Matteo Berrettini                 | 2-0   | Félix Auger-Aliassime             | 7-611, 4-6, [10-7] | 4-2                             |
| 2      | 24 Set | Singolare          | Cameron Norrie                    | 0-2   | Taylor Fritz                      | 1-6, 6-4, [8-10]   | 4-4                             |
| 2      | 24 Set | Singolare          | Novak Đoković                     | 2-0   | Frances Tiafoe                    | 6-1, 6-3           | 6-4                             |
| 2      | 24 Set | Doppio             | Matteo Berrettini / Novak Đoković | 2-0   | Jack Sock / Alex de Minaur        | 7-5, 6-2           | 8-4                             |
| 3      | 25 Set | Doppio             | Matteo Berrettini / Andy Murray   | 0-3   | Félix Auger-Aliassime / Jack Sock | 6-2, 3-6, [8-10]   | 8-7                             |
| 3      | 25 Set | Singolare          | Novak Đoković                     | 0-3   | Félix Auger-Aliassime             | 3-6, 63-7          | 8-10                            |
| 3      | 25 Set | Singolare          | Stefanos Tsitsipas                | 0-3   | Frances Tiafoe                    | 6-1, 611-7, [8-10] | 8-13                            |

## Statistiche giocatori
| Naz                    | Giocatore             | Squadra         | Incontri | Vittorie–Sconfitte | Vittorie–Sconfitte | Vittorie–Sconfitte | Punti vinti–persi | Punti vinti–persi | Punti vinti–persi |
| Naz                    | Giocatore             | Squadra         | Incontri | Singolare          | Doppio             | Totale             | Singolare         | Doppio            | Totale            |
| ---------------------- | --------------------- | --------------- | -------- | ------------------ | ------------------ | ------------------ | ----------------- | ----------------- | ----------------- |
| Argentina (bandiera)   | Diego Schwartzman     | Resto del mondo | 1        | 0 – 1              | 0 – 0              | 0 – 1              | 0 – 1             | 0 – 0             | 0 – 1             |
| Australia (bandiera)   | Alex De Minaur        | Resto del mondo | 2        | 1 – 0              | 0 – 1              | 1 – 1              | 1 – 0             | 0 – 2             | 1 – 2             |
| Canada (bandiera)      | Félix Auger-Aliassime | Resto del mondo | 2        | 1 – 1              | 1 – 0              | 2 – 1              | 3 – 2             | 3 – 0             | 6 – 2             |
| Grecia (bandiera)      | Stefanos Tsitsipas    | Europa          | 1        | 1 – 0              | 0 – 0              | 1 – 0              | 1 – 0             | 0 – 0             | 1 – 0             |
| Italia (bandiera)      | Matteo Berrettini     | Europa          | 3        | 1 – 0              | 1 – 1              | 2 – 1              | 2 – 0             | 2 – 3             | 4 – 3             |
| Norvegia (bandiera)    | Casper Ruud           | Europa          | 1        | 1 – 0              | 0 – 0              | 1 – 0              | 1 – 0             | 0 – 0             | 1 – 0             |
| Serbia (bandiera)      | Novak Đoković         | Europa          | 3        | 1 – 1              | 1 – 0              | 2 – 1              | 2 – 3             | 2 – 0             | 4 – 3             |
| Spagna (bandiera)      | Rafael Nadal          | Europa          | 1        | 0 – 0              | 0 – 1              | 0 – 1              | 0 – 0             | 0 – 1             | 0 – 1             |
| Svizzera (bandiera)    | Roger Federer         | Europa          | 1        | 0 – 0              | 0 – 1              | 0 – 1              | 0 – 0             | 0 – 1             | 0 – 1             |
| Regno Unito (bandiera) | Andy Murray           | Europa          | 2        | 0 – 1              | 0 – 1              | 0 – 2              | 0 – 1             | 0 – 3             | 0 – 4             |
| Regno Unito (bandiera) | Cameron Norrie        | Europa          | 1        | 0 – 1              | 0 – 0              | 0 – 1              | 0 – 2             | 0 – 0             | 0 – 2             |
| Stati Uniti (bandiera) | Taylor Fritz          | Resto del mondo | 1        | 1 – 0              | 0 – 0              | 1 – 0              | 2 – 0             | 0 – 0             | 2 – 0             |
| Stati Uniti (bandiera) | Tommy Paul            | Resto del mondo | 0        | –                  | –                  | –                  | –                 | –                 | –                 |
| Stati Uniti (bandiera) | Jack Sock             | Resto del mondo | 4        | 0 – 1              | 2 – 1              | 2 – 2              | 0 – 1             | 4 – 2             | 5 – 3             |
| Stati Uniti (bandiera) | Frances Tiafoe        | Resto del mondo | 2        | 0 – 1              | 1 – 0              | 1 – 1              | 0 – 2             | 1 – 0             | 1 – 2             |